# Бихевиоризам
Бихевиоризам је систематски приступ разумевању понашања људи и других животиња. Претпоставља се да је понашање или рефлекс изазван упаривањем одређених претходних стимулуса у окружењу, или последица историје те особе, укључујући посебно непредвиђене случајеве појачања и казне, заједно са тренутним мотивационим стањем појединца и контролним стимулусима. Иако бихевиористи генерално прихватају важну улогу наслеђа у одређивању понашања, они се првенствено фокусирају на догађаје у животној средини.
Бихевиоризам се појавио раних 1900-их као реакција на дубинску психологију и друге традиционалне облике психологије, који су често имали потешкоћа у предвиђању које би се могло експериментално тестирати, али је произашао из ранијих истраживања крајем деветнаестог века, као на пример када је Едвард Ли Торндајк био пионир закона ефекта, поступка који је подразумевао коришћење последица за јачање или слабљење понашања.
Са публикацијом из 1924. Џон Б. Вотсон је осмислио методолошки бихејвиоризам, који је одбацио интроспективне методе и настојао да разуме понашање само мерењем уочљивих понашања и догађаја. Тек 1930-их година Б. Ф. Скинер је сугерисао да прикривено понашање — укључујући спознају и емоције — подлеже истим контролним варијаблама као и понашање које се може посматрати, што је постало основа за његову филозофију названу радикални бихејвиоризам. Док су Вотсон и Иван Павлов истраживали како (условљени) неутрални стимулуси изазивају рефлексе у условљавању испитаника, Скинер је проценио историју појачања дискриминативних (претходних) стимулуса који емитују понашање; техника је постала позната као оперантно условљавање.
Примена радикалног бихевиоризма — познатог као примењена анализа понашања — користи се у различитим контекстима, укључујући, на пример, примењено понашање животиња и управљање организационим понашањем за лечење менталних поремећаја, као што су аутизам и злоупотреба супстанци. Поред тога, док се бихевиоризам и когнитивне школе психолошке мисли не слажу теоретски, оне су се међусобно допуњавале у когнитивно-бихејвиоралним терапијама, које су показале корисност у лечењу одређених патологија, укључујући једноставне фобије, ПТСП и поремећаје расположења.

## Приступи бихевиоризму
Унутар тог широког приступа постоје различити нагласци. Неки бихевиористи једноставно сматрају да је посматрање понашања најбољи или најпоузданији начин истраживања психолошких и менталних процеса. Једни верују да је то заправо једини начин истраживања таквих процеса, док други сматрају да је само понашање једини одговарајући предмет психологије, те да се уобичајени психолошки термини (веровања, циљеви, итд не односе ни на шта него само нили једино на понашање. Они који заузимају такво гледиште понекад своје поље проучавања називају бихевиоралном анализом или бихевиоралном науком радије него психологијом.

## Врсте бихевиоризма
Називи дати различитим гранама бихевиоризма укључују:
- Понашајна генетика: предложио 1869. Франсис Галтон, рођак Чарлса Дарвина.
- Интербихевиоризам: предложио Јакоб Роберт Кантор пре писања Б. Ф. Скинера.
- Методолошки бихевиоризам: бихевиоризам Џона Б. Вотсона наводи да се само јавни догађаји (моторичка понашања појединца) могу објективно посматрати. Иако је још увек било признато да мисли и осећања постоје, они се нису сматрали делом науке о понашању. Такође је поставио теоријску основу за рану модификацију понашања у 1970-им и 1980-им.
- Психолошки бихевиоризам: Као што је предложио Артур В. Статс, за разлику од претходних бихејвиоризама Скинера, Хала и Толмана, био је заснован на програму истраживања људи који су укључивали различите типове људског понашања. Психолошки бихејвиоризам уводи нове принципе људског учења. Људи уче не само на основу принципа учења животиња, већ и на основу посебних људских принципа учења. Ти принципи укључују јединствено огромне људске способности учења. Људи уче репертоаре који им омогућавају да науче друге ствари. Људско учење је стога кумулативно. Ниједна друга животиња не показује ту способност, чинећи људску врсту јединственом.[1]
- Радикални бихевиоризам: Скинерова филозофија је проширење Вотсоновог облика бихејвиоризма теоретисањем да су процеси у организму – посебно приватни догађаји, као што су мисли и осећања – такође део науке о понашању, и сугерише да варијабле средине контролишу ове унутрашње догађаје, баш као што контролишу уочљива понашања. Иако други не могу директно да виде приватне догађаје, они се касније одређују кроз отворено понашање врсте. Радикални бихевиоризам чини основну филозофију иза анализе понашања. Вилард Ван Орман Квајн је користио многе идеје радикалног бихејвиоризма у свом проучавању знања и језика.[2]
- Телеолошки бихевиоризам: Предложио га је Хауард Рејхлин, пост-скинеровац, сврсисходан, близак микроекономији. Фокусира се на објективно посматрање за разлику од когнитивних процеса.
- Теоријски бихевиоризам: Предложио Ј. Е. Р. Стадон, додаје концепт унутрашњег стања како би се омогућили ефекти контекста. Према теоријском бихевиоризму, стање је скуп еквивалентних историја, односно прошлих историја у којима чланови исте класе стимулуса производе чланове исте класе одговора (тј. Б. Ф. Скинеров концепт операнта). Тако се види да условљени стимулуси не контролишу ни стимулус ни одговор, већ стање. Теоријски бихејвиоризам је логично проширење Скинерове класно засноване (генеричке) дефиниције операнта.

Два подтипа теоријског бихејвиоризма су:
- Халовски и пост-Халовски: теоријски, групни подаци, а не динамички, физиолошки
- Сврсисходни: Толманова бихевиористичка антиципација когнитивне психологије

## Б. Ф. Скинер и радикални бихевиоризам
Б. Ф. Скинер је експериментално радио углавном у компаративној психологији од 1930-их до 1950-их, али је практично до своје смрти 1990, остао најпознатији теоретичар и представник (поборник) бихевиоризма, и развио је посебну врсту бихевиоралне филозофије названу радикални бихевиоризам. Такође је сматрао да је пронашао нови облик психолошке науке коју је назвао бихевиорална анализа или експериментална анализа понашања.

### Дефиниција радикалног бихевиоризма
Скинер је био утицајан у дефинирању радикалног бихевиоризма, филозофије која кодификује основу његове школе истраживања (названу експериментална анализа понашања, или EAB). Док се EAB разликује од осталих приступа бихевиоралном истраживању у бројним методолошким и теоретским стајалиштима, радикални бихевиоризам полази од методолошког бихевиоризма најзначајније у прихватању поступка осећаја, стања мисли и интроспекције као стварносно и научно попустљиве. То се ради њиховим поистовећивањем као нешто недуалистичко, па овде Скинер узима приступ 'подели па владај' с неким случајевима које се идентифицирају с телесним условим или понашањем, и другима који дају ширу 'анализу' у терминима понашања. Радикални бихевиоризам се ипак зауставља кратко на идентифицирању осећаја као узрока понашања. Уз друга различита стајалишта били су одбацивање рефлекса као модела свега понашања и одбране науке понашања комплементарне али независне од физиологије.

### Скинерове експерименталне & концептуалне иновације
Овај суштински филозофски положај добио је снагу након успеха Скинеровог раног експерименталног рада са пацовима и голубовима, сажетих у његовим књигама Понашање организама (The Behavior of Organisms, 1938) и Распореди појачавања (Schedules of Reinforcement, 1957. заједно с Ц. Б. Ферстером). Од посебне је важности била његова концепција оперантне реакције од које је канонски пример притисак полуге пацова. У супротности с идејом физиолошке или рефлексне реакције, оперантна је разред структурално различитих али функционално истоветних реакција. Пацов је на пример могао притиснути полугу са својом левом или десном шашом или можда репом, а заједничка последица свих тих реакција делује у целом свету на исти начин. За операнте се често мисли као о врстама реакција, где се појединци разликују, али се разред слаже у својој функцији—дељење последица с оперантима и репродуктиван успех с врстама. То је јасна разлика између Скинерове теорије и П-Р теорије.
Скинеров емпиријски рад проширио се на раније истраживање учења покушаја и погрешака које су спровели истраживачи попут Торндикеа и Гутријеа, а концептуална Торндикеова замисао о 'упаривању' или 'повезивању' подражаја и реакције је напуштена. Он је спровео методолошке реформулације, као што је употреба 'слободног операнта' названог тако јер је животињи сада било допуштено да реагује у властитој мери уместо у серијама покушаја одређених поступцима извођача експеримента. Скинер је с том методом провео вредан експериментални рад о ефектима различитих распореда и мера поткрепљења у мерама оперантних реакција које су изводили пацови и голубови. Постигао је изузетан успех у тренирању животиња извођењу неочекиваних реакција, одашиљању великог броја реакција, те демонстрацији многих емпиријских правилности на чисто бихевиоралном нивоу.

## Моларни против молекуларног бихевиоризма
Скинерово гледиште понашања најчешће се карактерише као „молекуларно” гледиште понашања, то јест свако понашање може бити рашчлањено у атомистичким деловима или молекулама. То гледиште је непоуздано када нето сматра свој потпуни опис понашања као што је приказано у чланку „Одабир према последицама” ("Selection by Consequences") из 1981. и многим другим делима. Скинер је тврдио да потпуни обрачун понашања уплиће разумевање историјског одабира на три нивоа: биологија (природни одабир или филогенија животиње); понашање (историја поткрепљења или онтогенија бихевиоралног репертоара животиње); те за неке врсте, култура (културни обичаји друштвених група којој животиња припада). Тај је цели организам са свим тим повестима онда у интеракцији са својом околином. Скинер је често описивао чак своје властито понашање као производ властите филогенетске историје, властите историје поткрепљења (која укључује учење културних обичаја) које су тренутно у интеракцији с околином. Моларни бихевиористи (нпр. Хауард Рачлин) сматрају да се понашање не може разумети фокусирањем на тренутне догађаје. То јест, они сматрају да се понашање може разумети најбоље у терминима крајњег узрока историје и да молекуларни бихевиористи изводе погрешан закључак измишљањем фиктивног приближног узрока за понашање. Моларни бихевиористи сматрају да су стандардна молекуларна тумачења попут „асоцијативне снаге” такви фиктивни приближни узроци који једноставно узимају место моларних варијабли попут стопе поткрепљења. Стога ће моларни бихевиористи дефинисати понашање попут вољења некога као излагање обрасца понашања вољења током времена, не постоји познати приближни узрок понашања вољења (тј. љубави) већ само историја понашања може бити пример који се може кратко описати као љубав.
Недавни експериментални рад (види Часопис експерименталне анализе понашања и Часопис експерименталне психологије: Анимални процеси понашања—2004. и касније) показује прилично јасно да је понашање под утицајем једнако моларних (тј. просечних стопа поткрепљења) и молекуларних варијабли (нпр. време које претходи реакцијама). Оно што је потребно је разумевање реалне динамике оперантног понашања која ће уплести процесе и у кратком и у дуговременском опсегу.